# Іоанн (Жданов)
Іоанн (у миру Павло Йонович Жданов; 1817, село Засижжя, Дорогобузький повіт, Смоленська губернія — 14 січня 1883) — єпископ Російської православної церкви в добу Російської імперії, єпископ Чигиринський, вікарій Київської єпархії.

## Біографія
Народився у 1817 у селі Засижжя (нині — у Ярцевському районі Смоленської області) у родині священника.
Спочатку навчав у Смоленській духовній семінарії (1837), відтак у Санкт-Петербурзькій духовній академії.
27 серпня 1841 по закінченні академічного курсу призначений учителем Смоленської духовної семінарії.
18 грудня 1842 удостоєний ступеня магістра.
З 31 грудня 1843 — ректор Вяземського духовного училища.
20 лютого 1844 висвячений на священика Троїцького собору Вязьми. Був цензором проповідей.
8 січня 1853 року переведений у Смоленськ настоятелем Успенського кафедрального собору.
З 6 листопада 1855  — ректор Смоленського духовного училища.
14 вересня 1870 пострижений чернецтво і 20 вересня зведений у сан ігумена.
30 листопада призначений ректором Новгородської духовної семінарії і настоятелем Новгородського Антонієвого монастиря.
25 грудня того ж року зведений у сан архімандрита.
30 березня 1875 року хіротонізований на єпископа Чебоксарського, вікарія Казанської єпархії.
З 4 лютого 1878 — єпископ Чигиринський, вікарій Київської єпархії.
Був членом Богоявленського братства, а відтак обраний головою Ради братства.
Будучи настоятелем Київського Михайлівського Золотоверхого монастиря, багато працював над його оновленням, особливо іконостасу.
Помер 14 січня 1883. Похований у Київському Михайлівському Золотоверхому монастирі, у Катерининському приділі соборного храму.